# Fire Garden
Fire Garden ist das vierte Studioalbum des US-amerikanischen Rockmusikers Steve Vai. Es erschien im September 1996 unter dem Label Epic Records.

## Trivia
Das Album wurde von Vai in den Liner Notes mit zwei Phasen beschrieben: Phase 1 (Titel 1–9) ist komplett instrumental bestückt, während Phase 2 mit Vai auf allen Stücken mit Ausnahme von Warm Regards singt. Eigentlich sollte Fire Garden als Doppelalbum veröffentlicht werden, doch Vai entdeckte neue CDs auf denen 80 Minuten veröffentlicht werden können, somit wurde alles auf eine CD gepresst.
Den Song Dyin' Day schrieb Vai zusammen mit Ozzy Osbourne während der Ozzmosis-Sessions im Jahr 1995. Der Song My Little Man aus dem Album Ozzmosis schrieb Osbourne gemeinsam mit Vai.

## Titelliste

### Phase 1
1. There's a Fire in the House (Vai) – 5:26
2. The Crying Machine (Vai) – 4:50
3. Dyin' Day (Vai, Ozzy Osbourne) – 4:29
4. Whookam (Vai) – 0:36
5. Blowfish (Vai) – 4:03
6. The Mysterious Murder of Christian Tiera's Lover (Vai) – 1:02
7. Hand on Heart (Vai) – 5:25
8. Bangkok (Benny Andersson, Björn Ulvaeus, Tim Rice) – 2:46
9. Fire Garden Suite (Vai) – 9:56

### Phase 2
1. Deepness (Vai) – 0:47
2. Little Alligator (Vai) – 6:12
3. All About Eve (Vai) – 4:38
4. Aching Hunger (Vai) – 4:45
5. Brother (Vai) – 5:04
6. Damn You (Vai) – 4:31
7. When I Was a Little Boy (Vai) – 1:18
8. Genocide (Vai) – 4:11
9. Warm Regards (Vai) – 4:06

## Rezeption
Die Musikwebsite Allmusic bewertete das Album mit vier von fünf möglichen Sternen. Allmusic-Kritiker Stephen Thomas Erlewine bezeichnete das Album als eindrucksvolles Werk eines Musikers der mit jeder Veröffentlichung besser wird.
Das Album belegte Platz 106 der Billboard 200 im Jahr 1996.

## Verkäufe
| Land                         | Zertifikation | Verkäufe |
| ---------------------------- | ------------- | -------- |
| Vereinigtes Königreich (BPI) | Platin        | +300.000 |